# Vasile Bărbat
Vasile Bărbat (n. 10 februarie 1925, Sâncel, Alba, România – d. 3 octombrie 1963, Roma, Italia) a fost un istoric român, vicedirector al bibliotecii Institutului Pontifical Oriental din Roma. 

## Familia și studiile
Vasile Bărbat s-a născut pe 10 februarie 1925 în casa pantofarului Vasile și a Carolinei, în satul Sâncel, lângă Blaj, într-o familie cu șase băieți. În anii 1936-1945 a urmat cursurile Liceului „Sfântul Vasile cel Mare” din Blaj. După bacalaureat s-a înscris la Academia de Teologie din Blaj (1945-1946). În martie 1947 a fost trimis la studii la Roma ca bursier la Colegiul Pio Romeno. În octombrie 1947 a devenit student la Colegiul Urban Pontifical „De Propaganda Fide”, unde a studiat Filozofia (1947-1948) și Teologia (1948-1950).
În anii 1950-1952 și-a continuat studiile de Teologie la Colegiul Grec „Sfântul Atanasie” din Roma și la Universitatea Pontificală Gregoriana. În 17 februarie 1952 a fost hirotonit preot în ritul bizantin român, în capela de la Colegiul Pio Romeno din Roma.
În anul 1952 a intrat în Societatea lui Isus, la Arlon, în Belgia. Și-a făcut noviciatul la Egenhoven⁠(nl)[traduceți], lângă Leuven (1952-1954). Tot acolo și-a completat studiile de Filozofie și Teologie (1954-1955), audiind cursuri la Facultatea „Sfântul Albert de Louvain⁠(nl)[traduceți]”. Itinerarul formativ al pr. Bărbat a continuat cu perioada specializării în istorie și spiritualitate orientală la Institutul Pontifical Oriental din Roma (1955-1960) finalizat, în 1961, cu susținerea publică a tezei sale de doctorat „Il «teologo» del vescovo e della Chiesa Romena Unita (1701-1773)”.

## Activitatea la Roma
În anii 1961-1963 a predat filozofia religioasă rusă la Institutul Pontifical Oriental. 
Din anul 1962 a devenit vicedirectorul bibliotecii Institutului Pontifical Oriental. A murit, după o grea suferință, la numai treizeci și opt de ani, în Roma, în ziua de 3 octombrie 1963.

## Scrieri
- Il «teologo» del vescovo e della Chiesa Romena Unita nel 1701-1731 (teză de doctorat);
- „Școlile Blajului sub regim comunist”, în: Omagiu Școlilor din Blaj (1754-1954), Paris, 1955, pp. 206-211; Ion Buzași și Ioan Mitrofan (reedit. și prefețe), Centrul Cultural «Jacques Maritain», Blaj, 2004, pp. 233-238.
- L'institution de l'office du «théologien» dans l'Eglise Roumaine Unie, Roma, 1963.
- „Il Pontificio Instituto Orientale.” In G. Jacquemert, Catholicisme hier, aujourd’hui et demain. 1963, tom. V, col. 1747-1749.
- „Teologul” episcopului și al Bisericii Române Unite (1701-1773), Traducerea din limba italiană: Irina-Cristina Mărginean. Studiu introductiv, note și ediție îngrijită: Laura Stanciu, Editura Vremea, București, 2023.